# Lipsothrix leucopeza
Lipsothrix leucopeza là một loài ruồi trong họ Limoniidae. Chúng phân bố ở miền Cổ bắc.